# Prosaptia fusca
Prosaptia fusca là một loài dương xỉ trong họ Polypodiaceae. Loài này được Parris mô tả khoa học đầu tiên năm 2010.
Danh pháp khoa học của loài này chưa được làm sáng tỏ. 